# Hússzínű tölcsérgomba
A hússzínű tölcsérgomba (Clitocybe diatreta) a pereszkefélék családjába tartozó, Európában és Észak-Amerikában honos, inkább fenyvesekben élő, mérgező gombafaj.

## Megjelenése
A hússzínű tölcsérgomba kalapja 3-6 (8) cm széles, alakja fiatalon domború, később középen benyomott. Felszíne zsírosan fénylő, nedvesen kissé tapadós, széle néha kissé bordázott. Színe hússzínű vagy vörösesbarna, száraz időben majdnem fehérre kifakul (higrofán). 
Húsa vékony, színe világosbarnás. Szaga kellemes gombaszerű, gyümölcsös-fűszeres (nem lisztes); íze nem jellegzetes.	
Lemezei tönkhöz nőttek vagy kissé lefutók, a kalapról könnyen leválaszthatók,; sok a féllemez. Színük fehéres, szürkésfehér, idősen sárgás. 
Tönkje 1,5-4 (5) cm magas és x 0,2-0,4 (0,7) cm vastag. Színe a kalapéhoz hasonló, barnás, krémszín-bézs színű, belül üreges. Felszíne fiatalon deres, a csúcsán kissé pelyhes; idősen sima.  
Spórapora krémszín-rózsaszínes. Spórája majdnem gömbölyű vagy ellipszoid, mérete 3-4,5 x 2-2,5 µm.

### Hasonló fajok
A komposzttölcsérgomba, a szürkéslemezű tölcsérgomba, a kisspórás tölcsérgomba hasonlíthat hozzá.

## Elterjedése és termőhelye
Európában és Észak-Amerikában honos. 
Erdőkben, inkább fenyvesekben él, az avar szerves anyagait bontja. Ősztől a tél elejéig terem. 

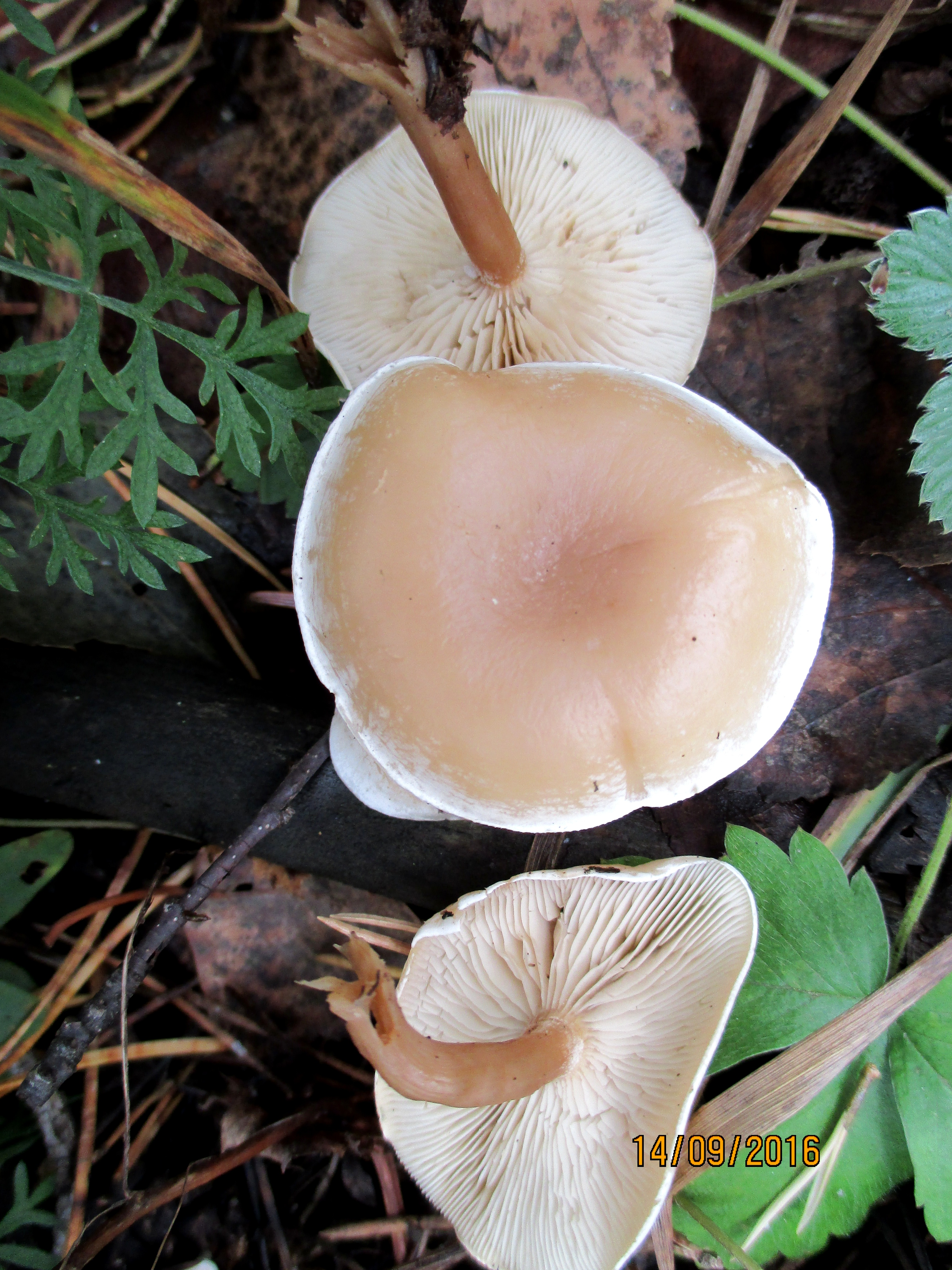
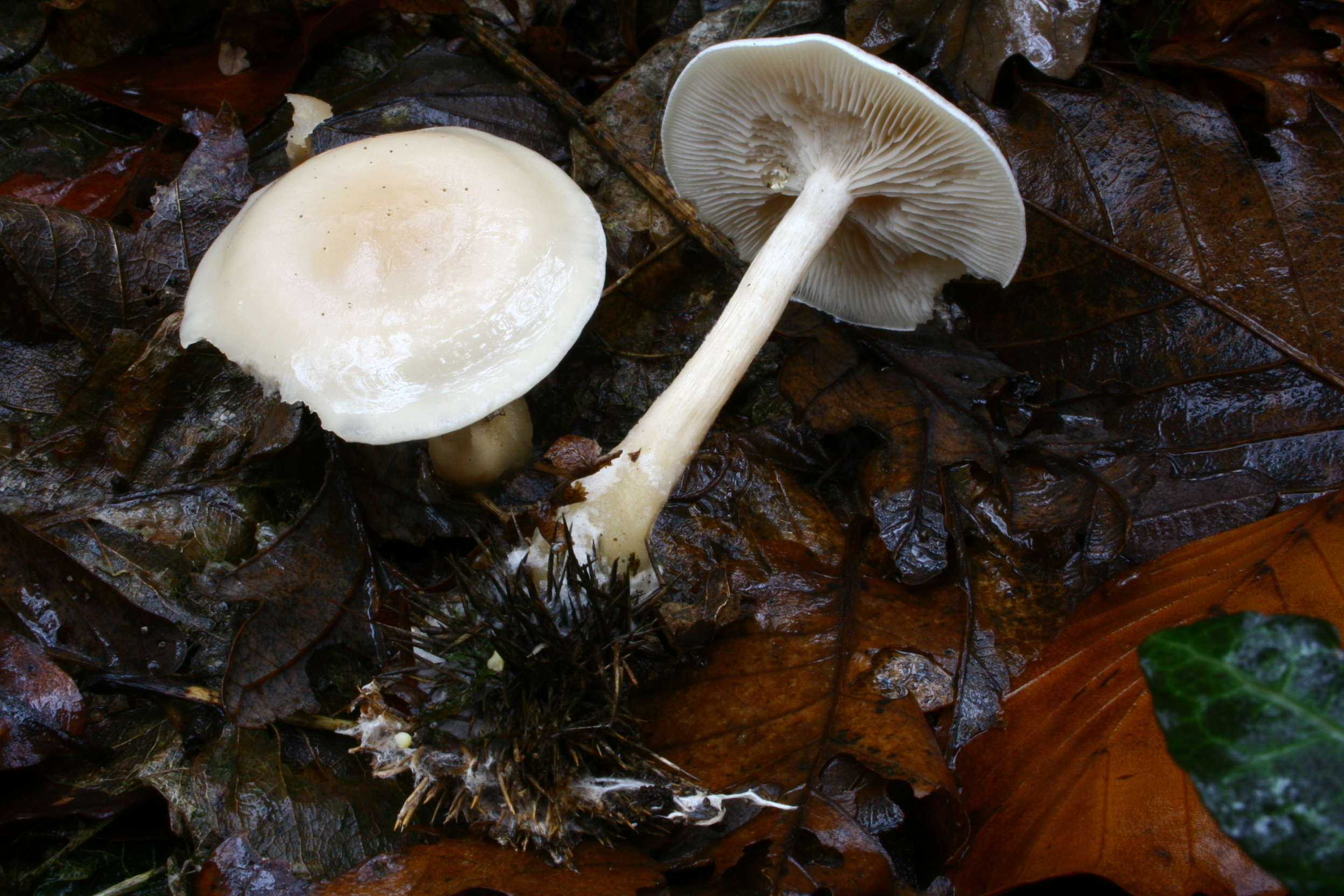
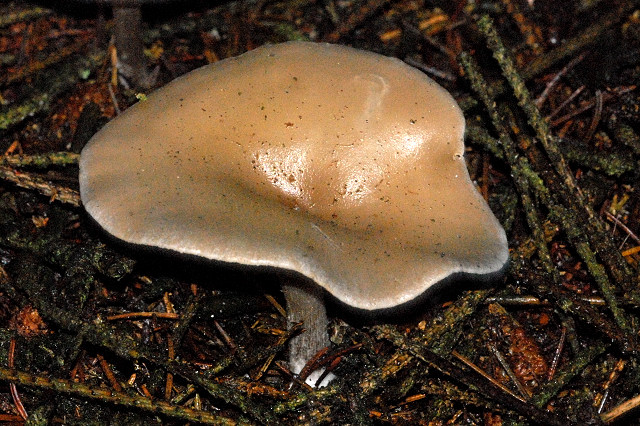
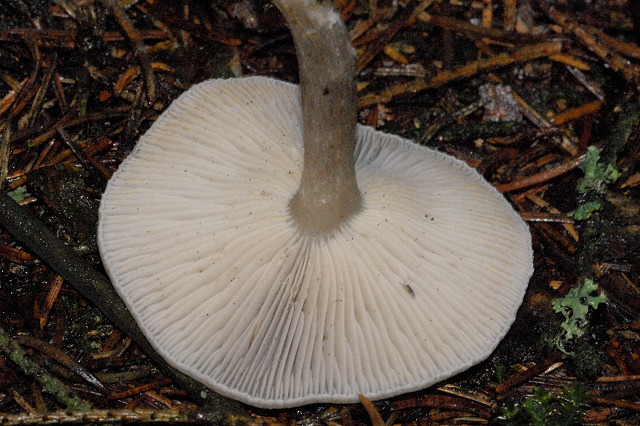

Mérgező, muszkarint tartalmaz.    